# 羅恩·塞伊
羅納德·查爾斯·塞伊（英語：Ronald Charles Cey，1959年10月21日—），綽號「企鵝」，為前美國職棒大聯盟的三壘手，生涯曾效力過道奇、小熊與運動家等隊。他是1981年世界大賽MVP得主之一，生涯共入選過6次明星賽。

## 職業生涯
塞伊參加1968年的大聯盟選秀，並在第二輪被道奇選走。1971年，塞伊登上大聯盟。他和史蒂夫·賈維、Davey Lopes和Bill Russell組成球隊的全明星內野陣容。1977年4月，他繳出4成25的打擊率，並敲出9轟與國聯史上新高的29分打點，最後拿下國聯單月最佳球員。
塞伊兩度幫助道奇拿下聯盟冠軍，1981年更是奪得世界大賽冠軍。1982年球季結束後，道奇將塞伊交易到小熊，並將Pedro Guerrero移往三壘，然後拉上新秀外野手Mike Marshall。1984年，他敲出25轟與97分打點，幫助小熊拿下分區冠軍。1987年，他在運動家度過生涯最後一個賽季，最後宣布退休。
塞伊曾在1973年的新人王票選中拿下第6名，1977年，他敲出30轟與110分打點，讓他在MVP票選上拿下第8名。1981年世界大賽，他和Pedro Guerrero、Steve Yeager共同獲得世界大賽MVP。而他也成為該年貝比·魯斯獎的得主。

## 生涯打擊成績[7]
| 出賽次數 | 打席 | 打數 | 得分 | 安打 | 二安 | 三安 | 全壘打 | 打點 | 盜壘 | 保送 | 三振 | 打擊率 | 上壘率 | 長打率 | OPS  |
| -------- | ---- | ---- | ---- | ---- | ---- | ---- | ------ | ---- | ---- | ---- | ---- | ------ | ------ | ------ | ---- |
| 2073     | 8344 | 7162 | 977  | 1868 | 328  | 21   | 316    | 1139 | 24   | 1012 | 1235 | .261   | .354   | .445   | .799 |

## 外部連結
- 球員資訊和成績在MLB，ESPN，Baseball-Reference，Fangraphs（英文）

| 前任： 史蒂夫·賈維 | 國聯單月最佳球員 1977年4月 | 繼任： Ken Reitz |